# James Lee Burke
James Lee Burke (* 5. Dezember 1936 in Houston, Texas) ist ein US-amerikanischer Kriminalautor.

## Leben
Nach Abschluss seines Studiums an der Universität von Louisiana in Lafayette und der Universität von Missouri und zahlreichen Aushilfsjobs, u. a. als Journalist und Lehrer, veröffentlichte er bereits Mitte der 1960er Jahre seine ersten Bücher. Erfolgreich wurde er jedoch erst Ende der 1980er Jahre mit seinen Kriminalromanen. Am bekanntesten ist seine Krimiserie um den Südstaaten-Polizisten Dave Robicheaux. Burke wurde mit vielen renommierten Preisen, u. a. dem Edgar ausgezeichnet, mehrere seiner Romane wurden verfilmt.
In den 1970er Jahren bekam Burke, obwohl er damals schon mehrere Romane veröffentlicht hatte, für The Lost Get-Back Boogie nur Absagen (angeblich rekordverdächtige 111 Ablehnungen in neun Jahren). Als schließlich ein Verleger zur Veröffentlichung einer nachgebesserten Version bereit war, erhielt das Buch sogar eine Nominierung für den Pulitzer-Preis.
Burke lebt mit seiner Frau in Lolo, Montana und in New Iberia, Louisiana. Er hat vier Kinder; seine Tochter Alafair Burke schreibt ebenfalls Kriminalromane.

## Werke

### Die Dave-Robicheaux-Reihe
- Band 1: The Neon Rain, 1987
  - Neonregen, dt. von Hans H. Harbort; Frankfurt am Main/Berlin, Ullstein 1991. ISBN 3-548-10670-6
  - Neonregen, Neuausgabe: überarbeitete Übersetzung, Bielefeld, Pendragon Verlag 2016, ISBN 978-3-86532-548-8
- Band 2: Heaven's Prisoners, 1988
  - Blut in den Bayous, dt. von Jürgen Behrens; Frankfurt am Main/Berlin, Ullstein 1991. ISBN 3-548-10692-7
  - Mississippi-Delta - Blut in den Bayous, gleiche Übersetzung; Frankfurt am Main/Berlin, Ullstein 1996. ISBN 3-548-24103-4
  - Blut in den Bayous, Neuausgabe: überarbeitete Übersetzung, Bielefeld, Pendragon Verlag 2016, ISBN 978-3-86532-548-8
- Band 3: Black Cherry Blues, 1989
  - Black Cherry Blues, dt. von Ulrich von Berg; Frankfurt am Main/Berlin, Ullstein 1992. ISBN 3-548-10704-4
  - Schmierige Geschäfte, Neuausgabe: überarbeitete Übersetzung, Bielefeld, Pendragon Verlag 2017, ISBN 978-3-86532-574-7
- Band 4: A Morning for Flamingos, 1990
  - Flamingo, dt. von Oliver Huzly; München, Goldmann 1993. ISBN 3-442-41317-6.
  - Flamingo, Neuausgabe, Bielefeld, Pendragon Verlag 2017, ISBN 978-3-86532-590-7
- Band 5: A Stained White Radiance, 1992
  - Weißes Leuchten, dt. von Oliver Huzly; München, Goldmann 1994. ISBN 3-442-41544-6
  - Weißes Leuchten, Neuausgabe, Bielefeld, Pendragon Verlag 2017, ISBN 978-3-86532-591-4
- Band 6: In the Electric Mist with Confederate Dead, 1993
  - Im Schatten der Mangroven, dt. von Oliver Huzly; München, Goldmann 1996. ISBN 3-442-42577-8
  - Im Schatten der Mangroven, Neuausgabe, Bielefeld, Pendragon Verlag 2018, ISBN 978-3-86532-602-7
- Band 7: Dixie City Jam, 1994
  - Mississippi Jam, dt. von Jürgen Bürger; Bielefeld, Pendragon 2016. ISBN 978-3-86532-527-3
  - Mississippi Jam, Taschenbuchausgabe, Heyne Verlag 2017. ISBN 978-3-453-67719-7
- Band 8: Burning Angel, 1995
  - Im Dunkel des Deltas, dt. von Georg Schmidt; München, Goldmann 1998. ISBN 3-442-43531-5
  - Im Dunkel des Deltas, Neuausgabe, Bielefeld, Pendragon Verlag 2018, ISBN 978-3-86532-603-4
- Band 9: Cadillac Jukebox, 1996
  - Nacht über dem Bayou, dt. von Georg Schmidt; München, Goldmann 1999. ISBN 3-442-44041-6
  - Nacht über dem Bayou, Neuausgabe, Bielefeld, Pendragon Verlag 2019, ISBN 978-3-86532-644-7
- Band 10: Sunset Limited, 1998
  - Sumpffieber, dt. von Christine Frauendorf-Mössel; München, Goldmann 2000. ISBN 3-442-44509-4
  - Sumpffieber, Neuausgabe, Bielefeld, Pendragon Verlag 2019, ISBN 978-3-86532-645-4
- Band 11: Purple Cane Road, 2000
  - Straße ins Nichts, dt. von Georg Schmidt; München, Goldmann 2002. ISBN 3-442-45104-3
  - Straße ins Nichts, Neuausgabe, Bielefeld, Pendragon Verlag 2020, ISBN 978-3-86532-675-1
- Band 12: Jolie Blon's Bounce, 2002
  - Die Schuld der Väter, dt. von Georg Schmidt; München, Goldmann 2003. ISBN 3-442-45561-8
  - Die Schuld der Väter, Neuausgabe, Bielefeld, Pendragon Verlag 2020, ISBN 978-3-86532-676-8
- Band 13: Last Car to Elysian Fields, 2003
  - Straße der Gewalt, dt. von Jürgen Bürger; Bielefeld, Pendragon 2017. ISBN 978-3-86532-564-8
- Band 14: Crusader's Cross, 2005
  - Flucht nach Mexiko, dt. von Jürgen Bürger; Bielefeld, Pendragon 2018. ISBN 978-3-86532-621-8
- Band 15: Pegasus Descending, 2006
  - Dunkle Tage im Iberia Parish, dt. von Norbert Jakober; Bielefeld, Pendragon 2021. ISBN 978-3-86532-745-1
- Band 16: The Tin Roof Blowdown, 2007
  - Sturm über New Orleans, dt. von Georg Schmidt; Bielefeld, Pendragon 2015. ISBN 978-3-86532-450-4
  - Sturm über New Orleans, Taschenbuchausgabe, Heyne Verlag 2017. ISBN 978-3-453-67716-6
- Band 17: Swan Peak, 2008
  - Keine Ruhe in Montana, dt. von Bernd Gockel; Bielefeld, Pendragon 2021. ISBN 978-3-86532-747-5
- Band 18: The Glass Rainbow, 2010
  - Eine Zelle für Clete, dt. von Norbert Jacober; Bielefeld, Pendragon 2022. ISBN 978-3-86532-752-9
- Band 19: Creole Belle, 2012
  - Die Tote im Eisblock, dt. von Bernd Gockel; Bielefeld, Pendragon 2022. ISBN 978-3-86532-811-3
- Band 20: Light of the World, 2013
  - Angst um Alafair, dt. von Jürgen Bürger; Bielefeld, Pendragon 2023. ISBN 978-3-86532-754-3
- Band 21: Robicheaux, 2018
  - Mein Name ist Robicheaux, dt. von Jürgen Bürger; Bielefeld, Pendragon 2019. ISBN 978-3-86532-658-4
- Band 22: The New Iberia Blues, 2019
  - Blues in New Iberia, dt. von Jürgen Bürger; Bielefeld, Pendragon 2020. ISBN 978-3-86532-684-3
- Band 23: A Private Cathedral, 2020
  - Verschwinden ist keine Lösung, dt. von Jürgen Bürger, Pendragon, 2023. ISBN 978-3-86532-755-0
- Band 24: Clete, 2024

### Die Billy-Bob-Holland-Reihe
- Cimarron Rose, 1997
  - Dunkler Strom, dt. von Georg Schmidt; München, Goldmann 1999. ISBN 3-442-44376-8
- Heartwood, 1999
  - Feuerregen, dt. von Georg Schmidt; München, Goldmann 2002. ISBN 3-442-45098-5
- Bitterroot, 2001
  - Die Glut des Zorns, dt. von Georg Schmidt; München, Goldmann 2004. ISBN 3-442-45565-0
- In the Moon of Red Ponies, 2004

### Die Hackberry-Holland-Reihe
- Lay Down My Sword and Shield, 1971
  - Zeit der Ernte, dt. von Daniel Müller; München, Heyne 2017. ISBN 978-3-453-27101-2
- Rain Gods, 2009
  - Regengötter, dt. von Daniel Müller; München, Heyne 2014. ISBN 978-3-453-67681-7
- Feast Day of Fools, 2011
  - Glut und Asche, dt. von Daniel Müller; München, Heyne 2015. ISBN 978-3-453-67680-0

### Die Aaron-Holland-Brussard-Reihe
- The Jealous Kind (Roman), 2016
  - Dunkler Sommer, dt. von Daniel Müller; München, Heyne 2018. ISBN 978-3-453-27134-0
- Another Kind of Eden (Roman), 2021
  - Das verlorene Paradies, dt. von Daniel Müller; München, Heyne 2024. ISBN 978-3-453-42846-1
- Every Cloak Rolled in Blood (Roman), 2022

### Weitere Romane aus der Holland-Familie
- Two for Texas (Western), 1982
- Wayfaring Stranger (Roman), 2014
  - Fremdes Land, dt. von Ulrich Thiele; München, Heyne 2016. ISBN 978-3-453-27015-2
- House of the Rising Sun (Roman), 2015
  - Vater und Sohn, dt. von Daniel Müller; München, Heyne 2016. ISBN 978-3-453-27088-6

### Andere
- Half of Paradise (Roman), 1965
- To The Bright and Shining Sun (Roman), 1970
- The Convict (Erzählungen), 1985
- The Lost Get-Back Boogie (Roman), 1986
- White Doves at Morning (Roman), 2002
- Jesus out to Sea (Erzählungen), 2007
- Flags on the Bayou (Roman), 2023
- Harbor Lights: Stories (Erzählungen), 2024

## Verfilmungen
- Heaven's Prisoners, 1996 (dt. Mississippi Delta – Im Sumpf der Rache)
- Two for Texas, 1998 (Fernsehfilm mit Kris Kristofferson)
- In the Electric Mist, 2009 (dt. Mord in Louisiana)
- Winter Light, 2014 (Kurzfilm | Verfilmung einer Erzählung)

## Auszeichnungen
- 1990 Edgar Allan Poe Award - Kategorie Bester Roman für Black Cherry Blues
- 1992 Grand prix de littérature policière - Kategorie International für Black Cherry Blues
- 1992 Prix Mystère de la critique für Black Cherry Blues
- 1995 Deutscher Krimi Preis - International 3 für Weißes Leuchten
- 1995[1] Hammett Prize für Dixie City Jam
- 1998 Edgar Allan Poe Award - Kategorie Bester Roman für Cimarron Rose
- 1998 Gold Dagger der britischen Crime Writers' Association (CWA) für Sunset Limited
- 2009 Grand Master Award, die höchste Auszeichnung der Mystery Writers of America (MWA) für besondere Leistungen im Krimi-Genre und gleichbleibend hohe Qualität seiner Werke (gemeinsam mit Sue Grafton)
- 2009 Prix Mystère de la critique - Kategorie International für Dernier tramway pour les Champs-Elysées (Original: Last Car to Elysian Fields)
- 2014 Krimi des Jahres in der KrimiZEIT-Bestenliste für Regengötter
- 2024: CWA Diamond Dagger für sein Lebenswerk